# Sitio de Caspe
El asedio de Caspe fue uno de los combates de la primera guerra carlista.

## Antecedentes
La rebelión estalló después de la convocatoria de Cortes del 20 de junio de 1833 cuando el pretendiente don Carlos, refugiado en Portugal, se negó a jurar lealtad a María Cristina de Borbón-Dos Sicilias. El 1 de octubre de ese mismo año, apoyado por Miguel I de Portugal reclamó su derecho al trono. En Morella Rafael Ram de Viu Pueyo proclamó rey a Carlos como Carlos V el 13 de noviembre, a pesar de lo cual la localidad fue ocupada por fuerzas liberales el 10 de diciembre. A la muerte de Ram de Viu, Manuel Carnicer asumió la jefatura militar del ejército carlista en el Bajo Aragón y el Maestrazgo. La posterior ejecución de Carnicer ocasionó la asunción del mando del frente por Ramón Cabrera. A la primavera de 1836, este ya comandaba 6.000 hombres y 250 caballos que operaban en el entorno de Cantavieja, que fortificó y que convirtió en su centro de operaciones, con una prisión, fábrica de artillería y dos hospitales.
Cabrera se sumó a la Expedición Gómez para intentar tomar Madrid, dejando debilitado el Maestrazgo. En el bando liberal, una vez superado el periodo de paralización del ejército causado por el motín de la Granja de San Ildefonso, se nombró a Evaristo San Miguel como comandante del ejército del Centro, que capturó Cantavieja, recuperada por los carlistas en 24 de abril de 1837, cuando su guarnición se rindió en un ataque simultáneo de los carlistas a Cantavieja, San Mateo y Benicarló. El 31 de enero de 1838, procedente de Benicarló, entraba Ramón Cabrera en Morella.
El 9 de febrero Cabrera puso Gandesa bajo asedio pero el 24 de febrero ordenó al coronel Juan Cabañero que abandonara el asedio y sorprendiera Zaragoza, lo que hubiera supuesto la rápida captura de todo Aragón y la conexión de los frentes catalán y navarro, uniendo todas las fuerzas carlistas al norte de Madrid. El 3 marzo salieron de Gandesa unos trescientos jinetes de la Caballería de Tortosa, mandada por el coronel José Lespinace, y entre 2.200 y 3.000 infantes a las órdenes del brigadier Cabañero que asaltaron Zaragoza. Los zaragozanos se lanzaron en masa en la calle y repelieron a los invasores, que huyeron. Más éxito tuvieron los carlistas en Calanda, Alcorisa y Samper, que cayeron en su poder poco después, y después de un fallido asalto en Alcañiz, dicha villa cristina en el frente oriental quedó bloqueada y aislada hasta el final de la guerra. 
Cabrera siguió expandiendo su territorio. Firmó con Antonio van Halen y Sarti, nuevo comandante liberal, el convenio de Segura para regularizar la situación de los prisioneros. Tras la nueva derrota liberal en la acción de Maella, los ánimos liberales cayeron y los liberales temieron una invasión carlista en el interior. Van Halen incrementó las fuerzas defensivas en Teruel, Zaragoza y Valencia. Llangostera recibió en cambio órdenes de atacar Caspe mientras Forcadell avanzaba contra Jérica, y Cabrera mismo atacaba Peñíscola y Burriana.

## El asedio
La noche del 14 de octubre Luis Llangostera y Casadevall entró en Caspe tomando el convento de los Capuchinos y atacó con tres piezas de artillería el recinto fortificado. Llegó a quemar varias casas, pero la aproximación de Antonio van Halen y Sarti obligó a Ramón Cabrera, que se había dirigido hacia Caspe para ayudar a Llangostera, a levantar el asedio el 17 de octubre y llevar la artillería a Maella.

## Consecuencias
Las murallas exteriores Caspe y grande parte de las interiores fueron destruidas, así como los portales y los muros de los huertos extramuros.
Francisco Tallada y Forcadell levantó el asedio de Jérica el 15 de octubre cuando Emilio Borso di Carminati llegó con una columna de socorro, pero los carlistas siguieron atacando los pueblos para aprovisionarse. Cabrera entró en Calatayud el 16 de noviembre, pero tras la firma del Convenio de Vergara en agosto de 1839 se vio aislado y rodeado por las fuerzas liberales. A finales de 1839 los cristinos habían montado una línea de fortificaciones desde Alcañiz a Castel de Cabra, para incomunicar y asediar una a una las posiciones carlistas: Espartero tomó Segura el 27 de febrero y poco después Castellote mientras desde el sur O'Donnell ocupó Aliaga, Alcalá de la Selva y finalmente Cantavieja el 11 de mayo. Perdida Morella, Cabrera cruzó el Ebro llegando a Berga, teniendo que huir a Francia el mes de julio.